# Enacrosoma multilobatum
Enacrosoma multilobatum är en spindelart som först beskrevs av Simon 1897.  Enacrosoma multilobatum ingår i släktet Enacrosoma och familjen hjulspindlar.
Artens utbredningsområde är Peru. Inga underarter finns listade i Catalogue of Life.